# Yuryeong
Yuryeong (유령?, lett. "Fantasma"; titolo internazionale Phantom) è una serie televisiva sudcoreana trasmessa su SBS dal 30 maggio al 9 agosto 2012. È un police procedural che risolve i crimini raccogliendo gli indizi nel mondo cibernetico, tessendo una massiccia, misteriosa e fitta rete di omicidi, scambi di identità, corruzione e cospirazione.

## Trama
Kim Woo-hyun è il figlio di un importante agente di polizia. Determinato a lasciare il segno, eccelle durante l'accademia di polizia, e lungo il resto del suo percorso, fino ad ottenere riconoscimenti, onori e l'invidia dei suoi colleghi. Assegnato all'unità di indagini informatiche, il detective Kim si ritrova a scontrarsi con i nemici senza volto nel mondo cibernetico. Instancabilmente a caccia di un hacker di nome Hades, dopo indagini e sacrifici ne rintraccia la posizione in un condominio di lusso e arriva giusto in tempo per assistere alla caduta mortale di un'attrice da un grattacielo. Ciò che inizialmente sembra essere un caso di suicidio rivela una scia di reati e cospirazioni quando Hades trasmette un video che mostra un uomo mentre spinge l'attrice giù dalla finestra, causandone la morte. Sospettato di essere l'autore del reato, Hades è braccato da Woo-hyun, che scopre che Hades è in realtà il suo compagno di stanza dei tempi dell'accademia di polizia, Park Ki-young. Ki-young fugge, e più tardi si infiltra nel quartier generale della polizia alla ricerca di una prova importante per dimostrare la sua innocenza. Egli è catturato da Yoo Kang-mi, con la quale guarda un video dal titolo "Fantasma" che rivela un omicidi, del quale Woo-hyun è complice. Ki-young sfugge ancora una volta, ma invita Woo-hyun nel suo nascondiglio. Il luogo tuttavia esplode, causando la morte del poliziotto, mentre Ki-young subisce gravi ustioni. A causa di uno scambio di identità, questi viene mandato in ospedale per le cure, guarisce e assume l'identità di Woo-hyun, lavorando insieme a Kang-mi per sconfiggere la sua nemesi, rendendo giustizia al sacrificio dell'amico.

## Personaggi

### Protagonisti
- Kim Woo-hyun/Park Ki-young, interpretato da So Ji-sub[2][3][4][5][6][7]
- Yoo Kang-mi, interpretata da Lee Yeon-hee [8][9]
- Jo Hyun-min, interpretato da Um Ki-joon
- Kwon Hyuk-joo, interpretato da Kwak Do-won[10]
- Choi Seung-yeon, interpretata da Song Ha-yoon

### Squadra investigativa crimini informatici
- Kwon Hae-hyo, interpretato da Han Young-seok[11]
- Lee Tae-kyun, interpretato da G.O[12][13][14]
- Byun Sang-woo, interpretato da Im Ji-kyu[15]
- Kang Eun-jin, interpretato da Baek Seung-hyeon
- Lee Hye-ram, interpretata da Bae Min-hee

### Personaggi secondari
- Shin Kyung-soo, interpretato da Choi Jung-woo
- Jeon Jae-wook, interpretato da Jang Hyun-sung
- Goo Yeon-joo, interpretata da Yoon Ji-hye[16]
- Kim Seok-joon, interpretato da Jung Dong-hwan
- Kim Seon-woo, interpretato da Lee Tae-woo
- Yeom Jae-hee, interpretata da Jung Moon-sung
- Jo Kyung-shin, interpretato da Myung Gye-nam
- Jo Jae-min, interpretato da Lee Jae-yoon
- Direttore Moon, interpretato da Park Ji-il
- Im Chi-hyun, interpretato da Lee Ki-young
- Kwon Do-young, interpretato da Lee Won-geun

### Apparizioni speciali
- Park Ki-young/Hades (ep 1-2, 6), interpretato da Choi Daniel[17][18]
- Shin Hyo-jung, interpretata da Esom (ep 1)
- Fan di Shin Hyo-jung, interpretato da Kim Sung-oh (ep 1)
- Passante, interpretato da Lee Joon (ep 1)[19]
- Jung So-eun, interpretata da Jung Da-hye (ep 3)
- Yang Seung-jae, interpretato da Kang Sung-min (ep 3-4)
- Kwon Eun-sol, interpretata da Kwak Ji-min (ep 7)
- Kwak Ji-soo, interpretata da Han Bo-bae (ep 7-8)
- Jung Mi-young, interpretata da Ha Seung-ri (ep 7-8)
- Kim Hee-eun, interpretata da Kim Min-ha
- Oh Yeon-sook , interpretata da Jin Kyung
- Giornalista del telegiornale, interpretato da Jung Myung-joon
- Proprietario di un immobile, interpretato da Jang Hang-jun
- Jo Kyung-moon, interpretato da Jeon In-taek
- Nam Sang-won, interpretato da Kwon Tae-won

## Ascolti
| Episodio | Data di trasmissione | Dati TNMS           | Dati TNMS                  | Dati AGB            | Dati AGB                   |
| Episodio | Data di trasmissione | A livello nazionale | Area metropolitana di Seul | A livello nazionale | Area metropolitana di Seul |
| -------- | -------------------- | ------------------- | -------------------------- | ------------------- | -------------------------- |
| 1        | 30 maggio 2012       | 10,7%               | 13,4%                      | 7,6%                | 8,6%                       |
| 2        | 31 maggio 2012       | 12,1%               | 14,5%                      | 8,9%                | 9,9%                       |
| 3        | 6 giugno 2012        | 13,0%               | 17,7%                      | 11,4%               | 13,3%                      |
| 4        | 7 giugno 2012        | 14,2%               | 17,3%                      | 11,8%               | 12,3%                      |
| 5        | 13 giugno 2012       | 11,9%               | 15,3%                      | 10,6%               | 11,9%                      |
| 6        | 14 giugno 2012       | 13,1%               | 16,0%                      | 12,2%               | 13,7%                      |
| 7        | 20 giugno 2012       | 12,7%               | 14,9%                      | 10,8%               | 11,8%                      |
| 8        | 21 giugno 2012       | 14,1%               | 17,0%                      | 11,2%               | 12,6%                      |
| 9        | 27 giugno 2012       | 13,1%               | 15,8%                      | 11,1%               | 11,6%                      |
| 10       | 28 giugno 2012       | 13,5%               | 17,0%                      | 11,0%               | 12,0%                      |
| 11       | 4 luglio 2012        | 14,1%               | 17,1%                      | 11,4%               | 12,0%                      |
| 12       | 5 luglio 2012        | 15,6%               | 17,9%                      | 13,8%               | 15,0%                      |
| 13       | 11 luglio 2012       | 15,7%               | 19,6%                      | 13,3%               | 14,3%                      |
| 14       | 12 luglio 2012       | '17,0%              | '20,4%                     | 14,2%               | 15,7%                      |
| 15       | 18 luglio 2012       | 15,3%               | 18,3%                      | 13,4%               | 14,9%                      |
| 16       | 19 luglio 2012       | 16,0%               | 19,8%                      | 13,9%               | 15,4%                      |
| 17       | 25 luglio 2012       | 14,5%               | 16,9%                      | 13,3%               | 15,0%                      |
| 18       | 26 luglio 2012       | 16,5%               | 19,4%                      | '15,3%              | '16,0%                     |
| 19       | 8 agosto 2012        | 13,3%               | 16,5%                      | 12,9%               | 14,3%                      |
| 20       | 9 agosto 2012        | 13,7%               | 16,4%                      | 12,2%               | 12,8%                      |
| Media    | Media                | 14,0%               | 17,0%                      | 12,0%               | 13,2%                      |

## Riconoscimenti
| Anno | Premio              | Categoria                                        | Ricevente      | Risultato       |
| ---- | ------------------- | ------------------------------------------------ | -------------- | --------------- |
| 2012 | Korea Drama Awards  | Top Excellence Award, Actor                      | So Ji-sub      | Candidato/a     |
| 2012 | Korea Drama Awards  | Excellence Award, Actor                          | Kwak Do-won    | Vincitore/trice |
| 2012 | K-Drama Star Awards | Excellence Award, Actor                          | So Ji-sub      | Candidato/a     |
| 2012 | SBS Drama Awards    | Top Excellence Award, Actor in a Drama Special   | So Ji-sub      | Vincitore/trice |
| 2012 | SBS Drama Awards    | Excellence Award, Actor in a Drama Special       | Um Ki-joon     | Candidato/a     |
| 2012 | SBS Drama Awards    | Excellence Award, Actress in a Drama Special     | Lee Yeon-hee   | Candidato/a     |
| 2012 | SBS Drama Awards    | Special Acting Award, Actor in a Drama Special   | Kwak Do-won    | Vincitore/trice |
| 2012 | SBS Drama Awards    | Special Acting Award, Actor in a Drama Special   | Jang Hyun-sung | Candidato/a     |
| 2012 | SBS Drama Awards    | Special Acting Award, Actress in a Drama Special | Song Ha-yoon   | Candidato/a     |
| 2012 | SBS Drama Awards    | Top 10 Stars                                     | So Ji-sub      | Vincitore/trice |